# リー・ギル
リー・ギルはイギリスの俳優。小人症を患っている。

## 出演
- ゲーム・オブ・スローンズ (2016)
- ファンタスティック・ビーストと魔法使いの旅 (2016)
- Hot Dog  (2018)
- ジョーカー (2019)[1]
- ウィッチャー (2019)
- The Most Beautiful Day in the World (2019)
- Chi ha incastrato Babbo Natale? (2021)
- ジョーカー:フォリ・ア・ドゥ (2024)
- ブリッツ ロンドン大空襲 Blitz (2024)